# Saint-Prix (Saona e Loira)
Saint-Prix è un comune francese di 222 abitanti situato nel dipartimento della Saona e Loira nella regione della Borgogna-Franca Contea.
Inserito nel massiccio del Morvan, conta nel suo territorio, la punta più alta (901 m s.l.m.) del medesimo, lo Haut-Folin.

## Società

### Evoluzione demografica
Abitanti censiti